# Ютен-Бле, Катрин
Катрин Ютен-Бле (фр. Catherine Hutin-Blay) — наследница Пабло Пикассо.

## Биография
Падчерица Пабло Пикассо и наследница, после смерти своей матери и последней жены художника Жаклин Рок-Пикассо, полотен и скульптур Пикассо, стала известна благодаря своему участию в скандале в деле о якобы похищенных у неё полотнах.
Вышедшая в 2007 году книга Пепиты Дюпон — подруги матери Катрин и супруги Пикассо Жаклин, вскрыла очень неприятные подробности характера Катрин и её отношений с матерью и самим художником.
Как стало известно швейцарской прессе, в 2015 году Катрин Ютен-Бле обвинила арт-дилера Ива Бувье в сокрытии якобы украденных у неё картин работы Пикассо. Ютен-Бле заявила, что никогда не была знакома с Бувье и в любом случае никогда не собиралась продавать эти картины (речь идёт о двух портретах Жаклин и 58 рисунках тушью), так как они были для неё памятью о матери.
Однако, просочившиеся в прессу конфиденциальные документы доказывают, что Катрин Ютен-Бле знала Бувье задолго до скандала, так как она уже продала арт-дилеру эти и другие картины Пикассо на сумму в 8 миллионов евро. Деньги были переведены Бувье компании Нобило Траст, которая, в свою очередь, перевела их на счёт Ютен-Бле. Новость вызвала ажиотаж в прессе, так как указывала не только на мошенничество Ютен-Бле, но также на её попытку уклонения от уплаты налогов.
Зимой 2018 года стало известно, что Катрин Ютен-Бле планирует открыть музей, посвященный Пикассо, в бывшем женском монастыре в городе Экс-ан-Прованс на юге Франции, рядом с замком, где похоронены художник и его жена Жаклин Рок. Музей планировалось открыть в 2021 году, в нем должно было экспонироваться 1000 картин, отобранных из примерно 2000 работ Пикассо, унаследованных Ютен-Бле после смерти ее матери. Это количество работ превысило бы то, что хранится в музеях Пикассо в Париже, Барселоне, Малаге и на Антибах. Ютен-Бле должна была приобрести здание монастыря у города по сниженной цене в €11,5 млн, в связи с тем, что проект вызвал сильный интерес у местного сообщества. Однако в 2020 году, после того, как местные власти попытались включить в договор пункт о том, что здание должно оставаться музеем не менее 15 лет, Ютэн-Бле отказалась от своих планов, а местные власти не захотели рисковать тем, что здание монастыря будет перепродано или изменит свой музейный статус.